# Manon Petit-Lenoir
Manon Petit-Lenoir (Clermont-Ferrand, 7 dicembre 1998) è una snowboarder francese, specializzata nello snowboard cross.

## Biografia
Originaria di Clermont-Ferrand e attiva in gare FIS dal novembre 2013, Manon Petit-Lenoir ha debuttato in Coppa del Mondo il 12 dicembre 2015, giungendo 20ª nello snowboard cross di Montafon. Il 17 marzo 2018 ha ottenuto, a Veysonnaz, il suo primo podio nel massimo circuito, classificandosi al 3º posto nella gara vinta dall'italiana Michela Moioli.
In carriera ha preso parte ad un'edizione dei Giochi olimpici invernali e a tre dei Campionati mondiali di snowboard.

## Palmarès

### Mondiali
- 1 medaglia:
  - 1 argento (snowboard cross a squadre a Sierra Nevada 2017)

### Mondiali juniores
- 2 medaglie:
  - 2 ori (snowboard cross a squadre a Rogla 2016; snowboard cross a squadre a Klínovec 2017)
  - 1 bronzo (snowboard cross a Rogla 2016)

### Giochi olimpici giovanili invernali
- 1 medaglia:
  - 1 oro (snowboard cross a Lillehammer 2016)

### Festival olimpico della gioventù europea
- 1 medaglia:
  - 1 oro (snowboard cross a Schruns 2016)

### Coppa del Mondo
- Miglior piazzamento nella Coppa del Mondo di snowboard cross: 5ª nel 2023
- 5 podi:
  - 1 secondo posto
  - 4 terzi posti